# Tsuga jeffreyi
Tsuga jeffreyi là một loài thực vật hạt trần trong họ Thông. Loài này được (A.Henry) A.Henry miêu tả khoa học đầu tiên năm 1919.